# Genisphindus minor
Genisphindus minor är en skalbaggsart som beskrevs av Mchugh 1993. Genisphindus minor ingår i släktet Genisphindus och familjen slemsvampbaggar. Inga underarter finns listade i Catalogue of Life.